# Traffic Message Channel
Traffic Message Channel (TMC) – technologia służąca dostarczeniu kierowcy informacji o ruchu.
TMC Pozwala na ciche dostarczanie wysokiej jakości precyzyjnych, aktualnych i istotnych informacji w języku wybranym przez użytkownika. Dane są przesyłane przez specjalnie zakodowane fale FM przy użyciu RDS FM-System, za pomocą satelity lub Digital Audio Broadcasting. Gdy dane są zintegrowane bezpośrednio z systemem nawigacyjnym, kierowca ma możliwość wyznaczenia alternatywnych tras, aby uniknąć wypadków i korków.

## Sposób działania
Każde zdarzenie na drodze jest wysyłane jako wiadomość TMC. Wiadomość jest kodowana według standardów Alert C oraz zawiera dokładne informacje o miejscu i czasie zajścia. Dzięki unikalnemu kodowi dla każdego obszaru na mapie, odbiornik rozsyła informacje w odpowiednim języku do użytkowników.
System TMC jest wspierany przez:
- Policję – zapewnienie informacji o ruchu drogowym;
- Motokluby – wzajemna wymiana informacji, gł. poprzez fora internetowe;
- Rząd – udostępnianie informacji o ruchu drogowym, planowanych restrukturyzacjach i zamknięciach dróg;
- Producentów nawigacji – przystosowanie urządzenia do odbioru danych;
- Producentów map – opracowanie map oraz wprowadzenie kodu TMC dla każdego obszaru;

## Bezpieczeństwo
W kwietniu 2007 roku na konferencji CanSecWest przedstawione zostały badania nt. bezpieczeństwa TMC. Prezentacja nazwana Unusual Car Navigation Tricks (ang. Niecodzienne sztuczki z nawigacją samochodową) udowadniała, że RDS-TMC korzysta z jawnego tekstu. Ponadto pokazano jak w prosty sposób zbudować urządzenie, które będzie mogło wysyłać fałszywe, niebezpieczne dla ruchu informacje.
Cały problem został dokładnie opisany w 64. wydaniu internetowego magazynu Phrack.

## Forum
TMC-Forum jest darmową organizacją zrzeszającą użytkowników TMC. Umożliwia ono przekazywanie informacji o ruchu oraz ich weryfikację.

## Dostępność
Następujące kraje dostarczają usługę TMC:
- Australia
- Austria
- Belgia
- Czechy
- Dania
- Finlandia
- Francja
- Niemcy
- Holandia
- Hiszpania
- Irlandia
- Kanada
- Norwegia
- Polska
- Słowenia
- Szwecja
- Szwajcaria
- Węgry
- Wielka Brytania
- Włochy
- Stany Zjednoczone

## TMC w Polsce
Na początku maja 2010 roku fińska firma Destia Traffic (wykupiona 30 czerwca 2010 roku przez Mediamobile Nordic) wraz z RMF FM uruchomiła płatną wersję systemu TMC w Polsce. Zakodowany system działa na falach radiowych wysyłanych przez radio RMF FM.
Serwis działa na obszarze całego kraju, który został podzielony na kilka stref, dzięki czemu kierowcy otrzymują informacje z regionu, w którym aktualnie podróżują.
Serwis udostępnia szczegółowe informacje o pracach drogowych, korkach, zamkniętych odcinkach dróg i ulic, wypadkach, danych pogodowych oraz innych utrudnieniach wpływających na komfort podróżowania. System dostępny jest dla użytkowników urządzeń Garmin, Navigon, Becker które posiadają odbiorniki TMC.
W lutym 2013 roku MediaMobile we współpracy z Polskim Radiem przeprowadziło testy serwisu w formie radia cyfrowego.
W listopadzie 2012 firma CE-Traffic uruchomiła drugą w Polsce komercyjną wersję systemu TMC. Usługa działa przy współpracy z Radiem ZET i jest dostępna na obszarze całego kraju, który został podzielony na 9 stref dzięki czemu kierowcy otrzymują aktualne i regionalnie filtrowane komunikaty. System udostępnia szczegółowe informacje o korkach, a także o robotach drogowych, zamkniętych odcinkach dróg, wypadkach itp.. Od grudnia 2012 system dostępny jest na wybranych urządzeniach firmy GOCLEVER. Licencja na usługę jest dożywotnia, a użytkownik nie ponosi dodatkowych kosztów za transmisję danych ani za aktualizacje.